# Norbert Gombos
Norbert Gombos (Galanta, 13 augustus 1990) is een Slowaaks tennisser.

## Carrière
Gombos haalde verschillende keren het hoofdtoernooi op grandslamtoernooien met de derde ronde op Roland Garros in 2020 als beste resultaat. Hij won nog geen enkel ATP-toernooi en speelde nog geen finale. Wel heeft hij zeven challengers gewonnen.

## Palmares
| Legenda               |
| --------------------- |
| Grand Slam            |
| Olympische Spelen     |
| ATP Finals            |
| ATP Tour Masters 1000 |
| ATP Tour 500          |
| ATP Tour 250          |

### Enkelspel
| Nr.                  | Datum            | Toernooi   | Ondergrond    | Tegenstander in finale | Score         | Details |
| -------------------- | ---------------- | ---------- | ------------- | ---------------------- | ------------- | ------- |
| Gewonnen challengers |                  |            |               |                        |               |         |
| 1.                   | 1 maart 2015     | Cherbourg  | Hardcourt (i) | Benoît Paire           | 6-1, 7-6      |         |
| 2.                   | 14 juni 2015     | Praag      | Gravel        | Albert Montañés        | 7-6, 5-7, 7-6 |         |
| 3.                   | 23 oktober 2016  | Brest      | Hardcourt (i) | Yannik Reuter          | 7-5, 6-2      |         |
| 4.                   | 13 november 2016 | Bratislava | Hardcourt (i) | Marius Copil           | 7-6, 4-6, 6-3 |         |
| 5.                   | 1 oktober 2017   | Orléans    | Hardcourt (i) | Julien Benneteau       | 6-3, 5-7, 6-2 |         |
| 6.                   | 23 juni 2019     | Bratislava | Gravel        | Attila Balázs          | 6-3, 3-6, 6-2 |         |
| 7.                   | 14 juli 2019     | Winnipeg   | Hardcourt     | Brayden Schnur         | 7-6, 6-3      |         |

## Resultaten grote toernooien
| Legenda | Legenda                          |
| ------- | -------------------------------- |
| g.t.    | geen toernooi gehouden           |
| l.c.    | lagere categorie                 |
| –       | niet deelgenomen                 |
| G       | uitgeschakeld in de groepsfase   |
| 1R      | uitgeschakeld in de eerste ronde |
| 2R      | uitgeschakeld in de tweede ronde |
| 3R      | uitgeschakeld in de derde ronde  |
| 4R      | uitgeschakeld in de vierde ronde |
| KF      | uitgeschakeld in de kwartfinale  |
| HF      | uitgeschakeld in de halve finale |
| F       | de finale verloren               |
| W       | het toernooi gewonnen            |
| w-v     | winst/verlies-balans             |

### Enkelspel
| toernooi            | 2015 | 2016 | 2017 | 2018 | 2019 | 2020 | 2021 | 2022 |
| ------------------- | ---- | ---- | ---- | ---- | ---- | ---- | ---- | ---- |
| grandslamtoernooien |      |      |      |      |      |      |      |      |
| Australian Open     | –    | –    | –    | –    | –    | 1R   | 1R   | 2R   |
| Roland Garros       | –    | –    | –    | –    | –    | 3R   | 1R   | 1R   |
| Wimbledon           | –    | –    | 1R   | 1R   | –    | g.t. | 1R   | –    |
| US Open             | –    | –    | 1R   | –    | –    | 2R   | 1R   | 1R   |
| olympisch           |      |      |      |      |      |      |      |      |
| Olympische Spelen   | g.t. | –    | g.t. | g.t. | g.t. | g.t. | 1R   | g.t. |
| statistieken        |      |      |      |      |      |      |      |      |
| titels per jaar     | 0    | 0    | 0    | 0    | 0    | 0    | 0    | 0    |
| eindejaarsranking   | 138  | 142  | 132  | 247  | 109  | 88   | 118  |      |

### Dubbelspel
| grandslamtoernooien |    |
| Australian Open     | –  |
| Roland Garros       | –  |
| Wimbledon           | 1R |
| US Open             | –  |
| statistieken        |    |
| titels per jaar     | 0  |
| eindejaarsranking   |    |